# Adam Krzemiński

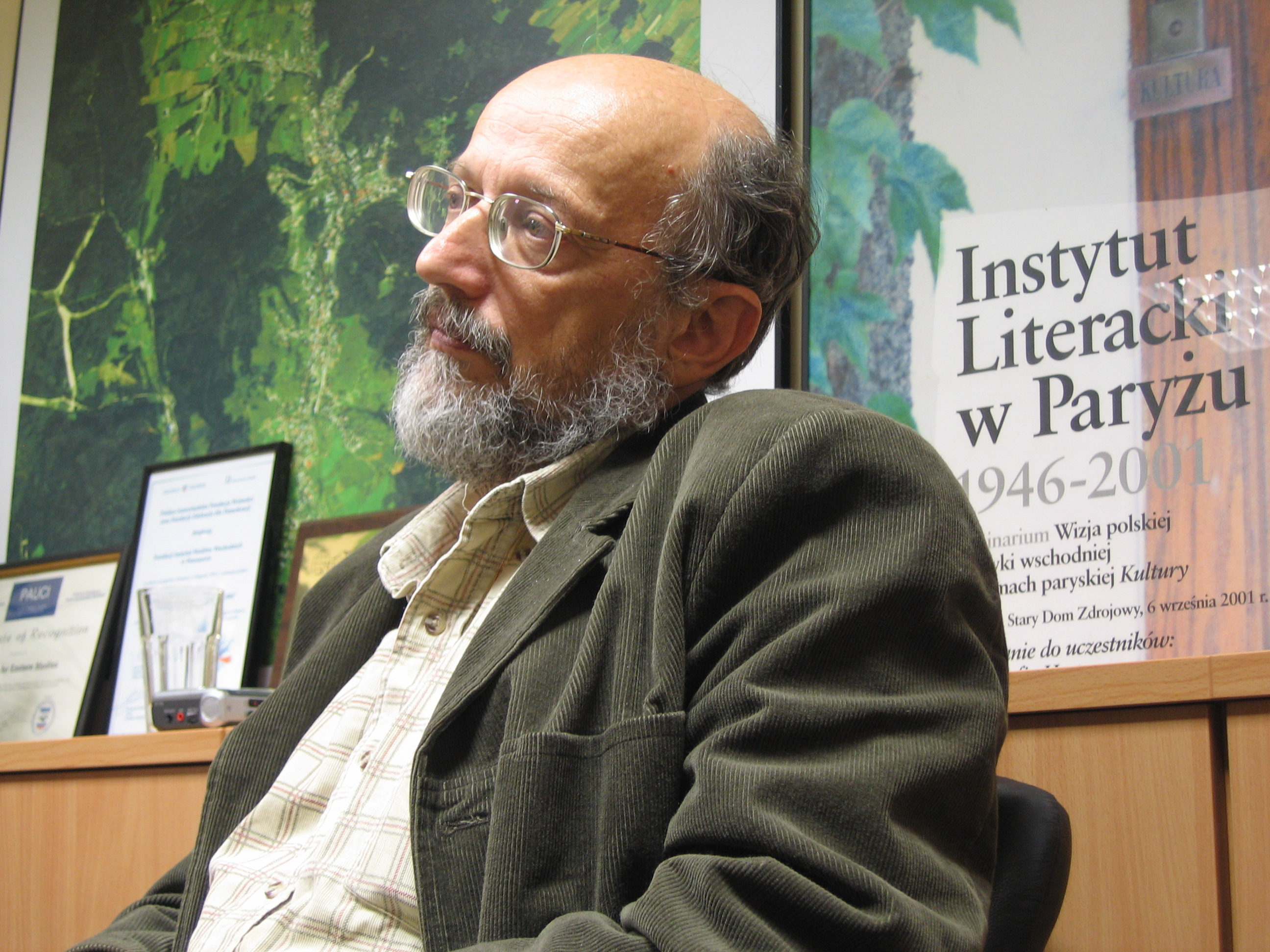
Adam Krzemiński (2005)

Adam Krzemiński (ur. 27 stycznia 1945 w Radecznicy) – polski dziennikarz, publicysta, specjalista od spraw niemieckich.

## Życiorys
Studiował germanistykę w Warszawie, w 1967 został absolwentem Uniwersytetu w Lipsku. W tym samym roku wrócił do Polski, został pracownikiem tygodnika „Forum”. Wkrótce zaczął okazjonalnie pisać do „Polityki”. W 1973 został etatowym pracownikiem tego czasopisma w dziale kultury. Od tego czasu związany z tym czasopismem. Podjął nadto współpracę m.in. z niemieckimi gazetami („Die Zeit”, „Der Spiegel”, „Frankfurter Allgemeine Zeitung”).
Specjalizuje się w sprawach europejskich i relacjach polsko-niemieckich, jest autorem licznych publikacji na ten temat, m.in. wraz z Adamem Michnikiem napisał list otwarty do premierów Polski i Niemiec w sprawie Centrum przeciwko Wypędzeniom.

## Odznaczenia i wyróżnienia
- Krzyż Oficerski Orderu Odrodzenia Polski (1997)[3]
- Krzyż Wielki Orderu Zasługi Republiki Federalnej Niemiec (1999)[4]
- Nagroda Europejskiego Uniwersytetu Viadrina (2006)[4]
- Nagroda Polskiego PEN Clubu im. Ksawerego Pruszyńskiego (1999)
- Nagroda im. Samuela Bogumiła Lindego miast partnerskich Torunia i Getyngi za zasługi dla dialogu między kulturami polską i niemiecką (2010)[5].
- Medal Goethego (1993)[6]

## Wybrane publikacje
- Polen im 20. Jahrhundert. Ein historischer Essay, C.H. Beck, Monachium 1993, ISBN 3-406-34068-7.
- Deutsch-Polnische Verspiegelung, Holzhausen, Wiedeń 2001, ISBN 3-85493-044-5.
- Zbrodnia & Kara & Duma & Uprzedzenie (współautor z Günterem Hoffmanem), Edition.fotoTAPETA, Berlin 2007, ISBN 978-83-61072-00-3.
- Lekcje dialogu: mowy, eseje i wywiady, Oficyna Wydawnicza Atut – Wrocławskie Wydawnictwo Oświatowe, Wrocław 2010, ISBN 978-83-7432-662-9.